# Trasformata di Hough
La trasformata di Hough è una tecnica di estrazione utilizzata nel campo dell'elaborazione digitale delle immagini. Nella sua forma classica si basa sul riconoscimento delle linee di un'immagine, ma è stata estesa anche al riconoscimento di altre forme arbitrariamente definite. Fu scoperta da Richard Duda e Peter Hart nel 1972, ed è oggi utilizzata universalmente. La trasformata di Hough è molto conosciuta nella comunità degli specialisti di Computer vision, specialmente da quando Dana H. Ballard ha pubblicato un articolo dal titolo: "Generalizzazione della trasformata di Hough per il riconoscimento di forme arbitrariamente definite".

## Metodo di Hough
Si consideri un punto {\displaystyle \mathbf {a} '=\left(x',y'\right)} su un piano bidimensionale. Le rette passanti per tale punto sono {\displaystyle y'=m'\cdot x'+c'} per ogni {\displaystyle m'} e {\displaystyle c'}. Tale equazione descrive una linea nello spazio parametrico m-c. Allo stesso modo, considerando un secondo punto {\displaystyle \mathbf {a} ''=\left(x'',y''\right)}, si ottiene che tutte le rette passanti per esso sono {\displaystyle y''=m''\cdot x''+c''}. Ancora una volta, tale equazione descrive una linea nello spazio m-c. L'intersezione di tali linee nello spazio m-c identifica una retta nello spazio x-y che collega i punti {\displaystyle \mathbf {a} '} e {\displaystyle \mathbf {a} ''}.
Seguendo questo principio è possibile descrivere i passi per la determinazione delle linee:
1. Quantizzazione dello spazio m-c sfruttando adeguati valori massimi e minimi per {\displaystyle c} ed {\displaystyle m}.
2. Definizione di un array di accumulazione {\displaystyle A\left(c,m\right)} i cui elementi devono essere inizializzati a zero.
3. Per ogni punto {\displaystyle \left(x,y\right)} appartenente all'immagine si determina il gradiente.
4. Se tale gradiente supera un determinato livello si incrementa il corretto elemento dell'array di accumulazione: {\displaystyle A\left(c,m\right):=A\left(c,m\right)+1}.

I massimi raggiunti dall'array di accumulazione indicano le linee nell'immagine analizzata.